# Campeonato Chileno de Futebol de 2008 Clausura
O Campeonato Chileno de Futebol de 2008 Clausura (oficialmente Campeonato Nacional de Fútbol Profesional de la Primera División de Chile Torneo Clausura) foi a 84ª edição do campeonato do futebol do Chile. Na primeira fase os 20 clubes jogam todos contra todos, mas somente em jogos de Volta (a Ida é no Apertura). Os dois melhores de cada grupo (pois para a contagem de pontos os clubes são colocados em 04 grupos de 05) são classificados para as quartas-de-final, onde se chega à segunda fase (eliminatórias)até o jogo da final. O campeão do Clausura é classificado para a Copa Libertadores da América de 2009. Os outros dois classificados são o campeão do apertura e o com melhor pontuação da fase classificatória (agregada Clausura e Apertura). Para a Copa Sul-americana 2008 eram classificados os dois primeiros na contagem de pontos do apertura. Os três últimos colocados da tabela anual (incluindo a pontuação do apertura) são rebaixados diretamente para a Campeonato Chileno de Futebol - Segunda Divisão.

## Participantes
| Equipe                                        | Cidade                                                   | Região                           | No ano anterior  | Estádio                                       | Capacidade | Títulos                                                                       | Participações |
| --------------------------------------------- | -------------------------------------------------------- | -------------------------------- | ---------------- | --------------------------------------------- | ---------- | ----------------------------------------------------------------------------- | ------------- |
| Club Social y Deportivo Colo-Colo             | Macul                                                    | Região Metropolitana de Santiago | Vice Campeão     | Estádio Monumental David Arellano             | 47.017     | 27 (Último em 2007 Clausura)                                                  | 83            |
| Club Deportivo Universidad Católica           | Las Condes                                               | Região Metropolitana de Santiago | Oitavas de Final | Estádio San Carlos de Apoquindo               | 20.000     | 10 (último em 2005 Clausura)                                                  | 75            |
| Club de Deportes Cobreloa                     | Calama                                                   | Região de Antofagasta            | Oitavas de Final | Estádio Municipal de Calama                   | 12.000     | 8 (1980, 1982, 1985, 1988, 1992, 2003 Apertura, 2003 Clausura, 2004 Clausura) | 39            |
| Club Deportivo Palestino                      | La Cisterna                                              | Região Metropolitana de Santiago | Primeira Fase    | Estádio Municipal de La Cisterna              | 12.000     | 2 (1955, 1978)                                                                | 61            |
| Club Universidad de Chile                     | Santiago                                                 | Região Metropolitana de Santiago | Semifinais       | Estádio Nacional de Chile                     | 55.100     | 13 (último em 2003 Apertura)                                                  | 77            |
| Club Deportivo Huachipato                     | Talcahuano                                               | Região de Bío-Bío                | Primeira Fase    | Estádio Las Higueras                          | -----      | 1 (1974)                                                                      | 42            |
| Audax Club Sportivo Italiano                  | La Florida                                               | Região Metropolitana de Santiago | Oitavas de Final | Estádio Municipal de La Florida               | 12.000     | 4 (1936, 1946, 1948, 1957)                                                    | 70            |
| Unión Española                                | Independencia                                            | Região Metropolitana de Santiago | Primeira Fase    | Estádio Santa Laura                           | 22.375     | 6 (1943, 1951, 1973, 1975, 1978, 2005 Apertura)                               | 81            |
| Club Deportes Cobresal                        | Localidade de El Salvador, na comuna de Diego de Almagro | Região de Atacama                | Primeira Fase    | Estádio El Cobre                              | 8.000      | 0 (não possui)                                                                | 24            |
| Club Deportivo Universidad de Concepción      | Concepción                                               | Região de Bío-Bío                | Primeira Fase    | Estádio Municipal de Concepción               | 35.000     | 0 (não possui)                                                                | 12            |
| Corporación Deportiva Everton de Viña del Mar | Viña del Mar                                             | Província de Valparaíso          | Campeão          | Estádio Sausalito                             | 25.000     | 4 (1950, 1952, 1976, 2008 Apertura)                                           | 61            |
| Club de Deportes La Serena                    | La Serena                                                | Região de Coquimbo               | Primeira Fase    | Estádio La Portada                            | 18.500     | 0 (não possui)                                                                | 42            |
| O'Higgins Fútbol Club                         | Rancagua                                                 | Região de O'Higgins              | Quartas de Final | Estádio El Teniente                           | 14.550     | 0 (não possui)                                                                | 46            |
| Club de Deportes Antofagasta                  | Antofagasta                                              | Região de Antofagasta            | Primeira Fase    | Estádio Regional de Antofagasta               | 26.339     | 0 (não possui)                                                                | 25            |
| Club de Deportes Melipilla                    | Melipilla                                                | Região Metropolitana de Santiago | Primeira Fase    | Estádio Municipal Roberto Bravo Santibáñez    | 5.500      | 0 (não possui)                                                                | 7             |
| Club de Deportes Ñublense                     | Chillán                                                  | Região de Bío-Bío                | Semifinais       | Estádio Bicentenário Municipal Nelson Oyarzún | 12.000     | 0 (não possui)                                                                | 8             |
| Club Social de Deportes Rangers               | Talca                                                    | Região de Maule                  | Primeira Fase    | Estádio Fiscal de Talca                       | 8.324      | 0 (não possui)                                                                | 49            |
| Corporación Club de Deportes Santiago Morning | La Pintana                                               | Região Metropolitana de Santiago | Primeira Fase    | Estádio Municipal de La Pintana               | 6.000      | 1 (1942)                                                                      | 44            |
| Club Deportivo Provincial Osorno              | Osorno                                                   | Região de Los Lagos              | Primeira Fase    | Estádio Municipal Rubén Marcos Peralta        | 12.000     | 0 (não possui)                                                                | 11            |

## Campeão
| Campeão Chileno 2008 - Clausura                                |
| -------------------------------------------------------------- |
| Club Social y Deportivo Colo-Colo (Macul) (28º título) Campeão |